# Joan Cornellà
Joan Cornellà Vázquez (n. 11 ianuarie 1981, Barcelona, Catalonia, Spania) este un caricaturist și ilustrator spaniol, cunoscut pentru benzile sale desenate tulburătoare, suprarealiste și cu umor negru.

## Biografie
Joan Cornellà Vázquez s-a născut la Barcelona, Spania, la 11 ianuarie 1981. A învățat arte plastice la universitate, după care a colaborat la numeroase publicații, precum La cultura del Duodeno, El Periódico, Ara⁠(d); a fost și ilustrator la The New York Times.
În 2009 a câștigat Premiul Josep Coll pentru prima sa publicație.
În 2012, a fost publicată Fracasa Mejor, o selecție de desene alb-negru realizate de Cornellà între 2010 și 2012.
Cornellà a colaborat cu designerul vizual Stefania Lusini în 2016, când a ilustrat coperta celui de-al zecelea album de studio al formației Wilco, Schmilco⁠(d).

## Operă
| Titlu               | An   | Editură                    | Note            |
| ------------------- | ---- | -------------------------- | --------------- |
| Abulio              | 2010 | Glénat Editions⁠(d)         |                 |
| Fracasa Mejor       | 2012 | Autopublicat               |                 |
| Mox Nox             | 2013 | Bang Ediciones             |                 |
| New mYnd            | 2014 | Aristas Martínez Ediciones | doar ilustrații |
| Zonzo               | 2015 | Autopublicat               |                 |
| Sot                 | 2016 | Autopublicat               |                 |
| Everyone dies alone | 2019 | Autopublicat               |                 |